# Bukovina

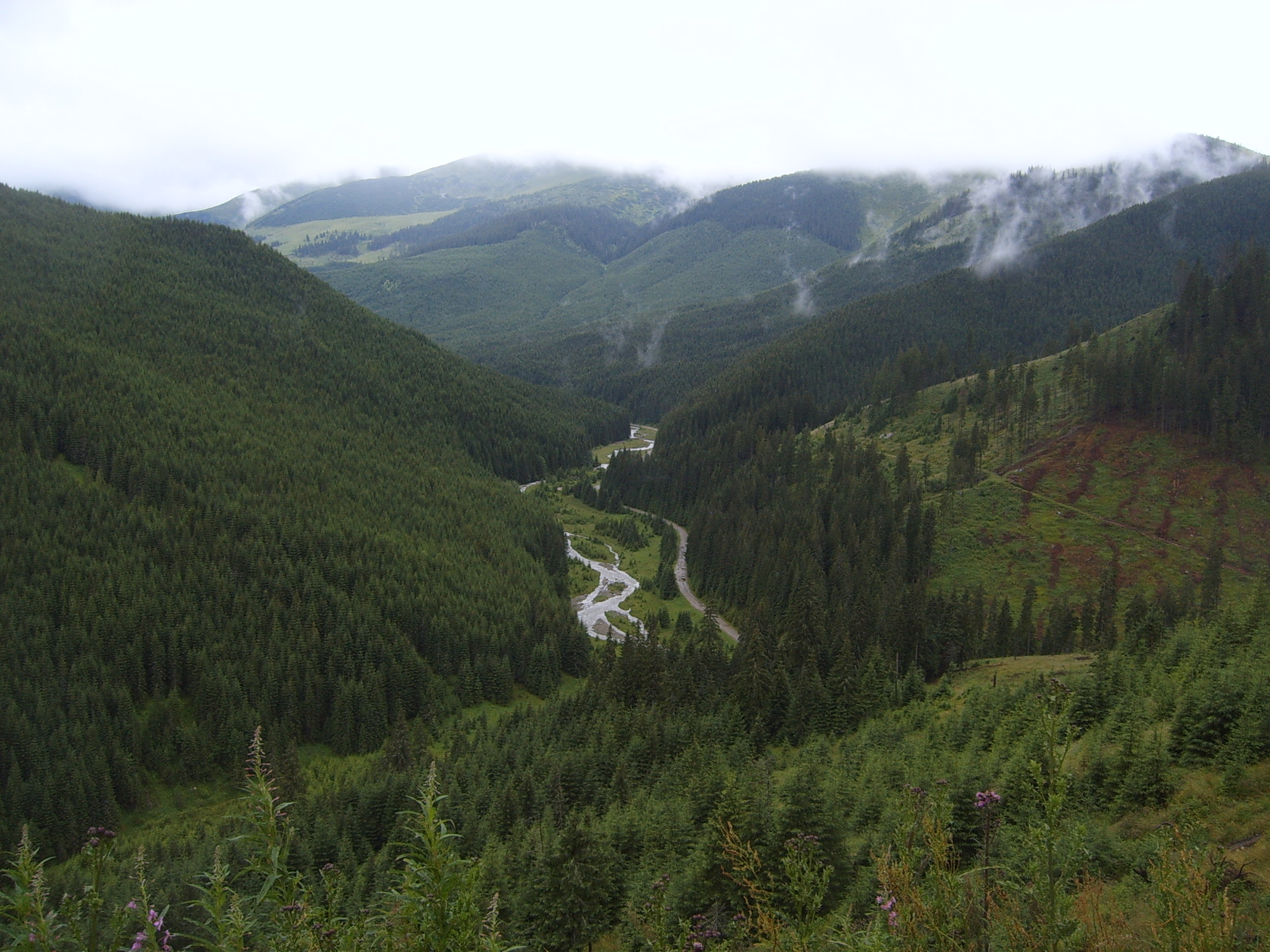
Prisloppasset som förbinder Bukovina och Maramureș.

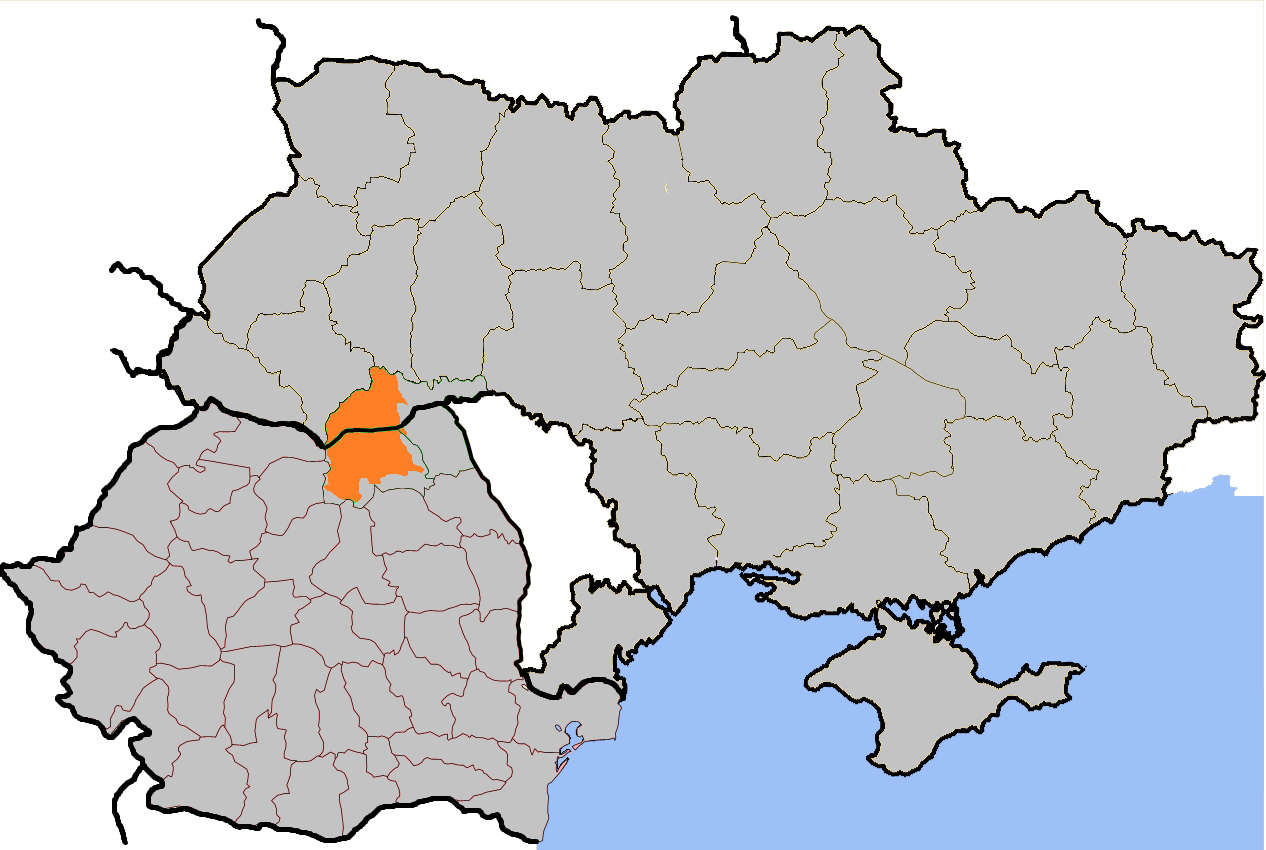
Karta som visar Bukovina (orange) på gränsen mellan dagens Ukraina och Rumänien.

Bukovina (ukrainska: Буковина, Bukovyna, rumänska: Bucovina, tyska och polska: Bukowina) är ett geografiskt område norr om Karpaterna i Östeuropa som nu är delat mellan Rumänien och Ukraina. Före 1774 tillhörde området det Moldaviska furstendömet, varpå det blev en del av de österrikiska kronlanden. Efter en omröstning år 1919 blev området rumänskt 1919–1940. Den norra delen "avträddes" till Sovjetunionen 1940 och tillföll då Ukrainska SSR, som 1991 blev nuvarande Ukraina. 
År 1774 utgjordes befolkningen nästan uteslutande av rumäner. Under de tidsperioder som området hörde till Österrike-Ungern sjönk andelen rumäner i de norra områdena under 50%; detta på grund av en omfattande invandring till området, samt under 1940- och 1950-talen deportationer av etniska rumäner på Stalins uttryckliga order.
Större städer i regionen är Tjernivtsi och Storozjynets i Ukraina, och Suceava, Fălticeni, Rădăuţi, Câmpulung Moldovenesc, Gura Humorului, Dolhasca, Vatra Dornei och Vicovu de Sus i Rumänien. Administrativt utgörs den ukrainska delen i stort av oblastet Tjernivtsi och den rumänska delen i stort av länet Suceava.

## Namnet
Bukovina betyder "bokträdens land".